# Ksenia Lykina
Ksenia Lykina (Moscou, 19 de junho de 1990) é uma tenista profissional russa, seu melhor ranking de N. 171, em simples pela WTA.